# Tcpcrypt
tcpcrypt — расширение протокола TCP, добавляющее в TCP возможность оппортунистического шифрования трафика. В случае, если один из абонентов не поддерживает расширение tcpcrypt, устанавливается обычное TCP-соединение. Если оба абонента поддерживают tcpcrypt, данные шифруются незаметно для приложений (поддержка со стороны приложений не требуется; настройка не требуется (в отличие от VPN)).

## Описание расширения
Расширение tcpcrypt создано для решения следующих задач:
- шифрование трафика;
- обеспечение целостности данных.

Расширение tcpcrypt, в отличие от протоколов TLS и IPsec, не содержит средств аутентификации пользователей, но предоставляет поле «Session ID». «Session ID» может использоваться на более высоких уровнях сетевой модели OSI для реализации любых схем аутентификации (например, аутентификации с помощью паролей или аутентификации с помощью сертификатов PKI).
Работа расширения tcpcrypt является прозрачной для приложений (то есть, для поддержки tcpcrypt модификация приложения не требуется). В случае работы по умолчанию (без аутентификации) расширение не требует настройки. Однако, при работе без аутентификации расширение уязвимо для активной атаки человек посредине.
Большая часть работы по установке соединения (организации шифрования с использованием открытого ключа) выполняется на стороне клиента. Это сделано намеренно для уменьшения нагрузки на сервера и снижения вероятности DoS-атак.
Согласно исследованиям авторов, при использовании расширения tcpcrypt, по сравнению с TCP/TLS, нагрузка на сервера снижается за счёт более простой и быстрой процедуры рукопожатия (англ. handshake).
Расширение tcpcrypt использует TCP timestamps и добавляет в каждый пакет несколько своих TCP options. Из-за этого размер пакета увеличивается на 36 байт по сравнению с размером обычного TCP пакета. Если принять средний размер пакета TCP равным 471 байту, пропускная способность канала уменьшится на 8 %. Пользователи со скоростью канала, превышающей 64kbs, не должны заметить разницы, но работа пользователей dial up может существенно замедлиться.

## История
Расширение tcpcrypt спроектировано командой из шести человек:
- Andrea Bittau
- Mike Hamburg
- Mark Handley[англ.]
- David Mazières
- Dan Boneh
- Quinn Slack

и представлено на 19-м собрании «USENIX security symposium» в 2010 году.
В июле 2010 был опубликован первый черновик спецификации, а в августе 2010 — исходные коды эталонной реализации. Представители IETF ознакомились с черновиком, но стандарт не приняли. Из-за этого проект не развивался до 2011 года.
В 2013‑2014 годах Эдвард Сноуден раскрыл информацию о массовой слежке АНБ и других правительственных организаций за пользователями интернета. IETF решила защитить пользователей от слежки путём создания безопасных протоколов интернета. Расширение tcpcrypt выполняло прозрачное шифрование всего трафика, и IETF проявила интерес к его стандартизации.
В марте 2014 года IETF создала список рассылки (англ. mailing list) для обсуждения tcpcrypt. В июне 2014 года IETF сформировала рабочую группу под названием «TCPINC» (от англ. TCP increased security) для стандартизации расширения tcpcrypt и опубликовала новый черновик спецификации.
С черновиком (англ. internet draft) можно ознакомиться по ссылке.
В 2019 году после длительных обсуждений и девятнадцати редакций документа стандарт был принят как экспериментальный и оформлен как RFC 8548.

## Реализации
Реализации расширения tcpcrypt подготовлены для нескольких операционных систем: Linux, FreeBSD, Windows и Mac OS X. Все реализации:
- работают в пространстве пользователя;
- считаются экспериментальными (англ. experimental) и по сообщениям пользователей работают нестабильно (англ. unstable).

Протокол IPv6 пока поддерживается только реализацией для ОС Linux.
Ожидается, что после стандартизации расширения tcpcrypt, встроенные реализации появятся во всех операционных системах.